# 宮浩之
宮 浩之（みや ひろゆき、1940年12月25日 - ）は、日本の俳優。たむらプロに所属していた。

## 出演作品

### テレビドラマ
- 七人の刑事 第2シーズン
  - 第59話「華やかな人々」（1965年）
  - 第215話「贖罪」（1968年）
- 女と味噌汁 その9（1968年）
- 大河ドラマ / 竜馬がゆく 第49話（1968年）
- 特別機動捜査隊
  - 第339話「愛情山脈」（1968年） - 泉
  - 第368話「武蔵野心中」（1968年）
  - 第410話「蒼い母の復讐」（1969年）
  - 第451話「雨の中の慕情」（1970年） - 大竹
  - 第486話「明日は来たらず」（1971年） - 功
  - 第510話「勝利と敗北」（1971年） - 淳一
  - 第550話「ある異常人間」（1972年） - 川村
  - 第594話「新しい女」（1973年） - 伊東
  - 第599話「女房貸します」（1973年） - 植木
  - 第639話「血染めの大雪原」（1974年） - 福本
  - 第669話「転落の詩」（1974年） - 鈴男
  - 第676話「母の湖」（1974年） - 刑事
- 妻なればこそ（1968年）
- ママ日曜でありがとう その4（1968年）
- 愛のうず潮 第10・12話（1968年）
- 旅がらすくれないお仙 第20話「それが、困るのよ」（1969年）
- 怪奇大作戦 第26話「ゆきおんな」（1969年） - 小竹和夫
- パンとあこがれ（1969年） - 松本少尉
- 東京バイパス指令 第25話「黒いかまきり」（1969年）
- フジ三太郎 第38話「ジンマシン異聞」（1969年）
- お嫁さん 第7シリーズ（1969年）
- 江戸川乱歩シリーズ 明智小五郎 第9話「緑衣の鬼」（1970年）
- 髪結い八重ちゃん（1970年） - 田中栄治
- 星占い（1970年）
- 火曜日の女シリーズ「人喰い」（1970年、NTV）- 本多昭一
- 大忠臣蔵（1971年） - 田中貞四郎
- 第二の結婚（1971年）
- 軍兵衛目安箱 第8話「見知らぬ男の夜」（1971年） - 文吉
- 人形佐七捕物帳 第16話「黒猫を抱く娘」（1971年） - 清六
- 清水次郎長 第12話「恋しぐれ清水港」（1971年）
- 仮面ライダー
  - 第19話「怪人カニバブラー 北海道に現る」（1971年） - 神田[2]
  - 第85話「ヘドロ怪人 恐怖の殺人スモッグ」（1972年） - 岡崎[3]
- 刑事くん 第1部 第2話「秋のあしあと」（1971年）
- 半七捕物帳
  - 第9話（1971年）
  - 第26話（1972年）
- 荒野の素浪人 第1シリーズ 第12話「慕情 赤い谷の女」（1972年）
- ミラーマン 第47話「侵略者撃破計画」（1972年） - 栗原
- 二人の素浪人 第14話「地蔵河原に砂金が舞う」（1972年）
- 関の弥太っぺ（1973年）
- こんな男でよかったら 第9話（1973年） - 国夫
- 旗本退屈男 第6話「幽霊さがし」（1973年）
- 水戸黄門 第4部 第6話「越後血風録」（1973年） - 村田重蔵

### 映画
- 喜劇 セックス攻防戦（1972年） - 刑事
- 仮面ライダー対ショッカー（1972年） - 阿野助手[4]